# バーンクンノン駅
バーンクンノン駅（バーンクンノンえき、タイ語: สถานีบางขุนนนท์ ）は、タイの首都・バンコク都バーンコークノーイ区にある、バンコク・メトロ（地下鉄）ブルーラインの駅である。駅番号は「BL04」。

## 概要
ジャランサニットウォン通りの直上に位置する高架駅である。さらに駅直下の地上には、ブルーラインと直交するようにタイ国有鉄道の南本線が敷設されている。
南本線ジャランサニットウォン停車場が当駅の至近にあり最寄り駅と言えるものの、当該区間の列車運行本数は非常に少なく、また停車場も無人で発券施設も無く、当駅で乗り替えるのは現実的でない。
ただし、同本線の実質的起点である新・トンブリー駅もまた徒歩圏内にあり、他に目ぼしい公共交通手段の無い同駅にアクセスする際の選択肢となりうる。
建設中のオレンジラインは当駅始発となる予定であるが、行政訴訟のあおりで計画全体が遅れており、当駅までの区間については開業の目途が立っていない。

## 歴史
- 2019年 12月23日 -【暫定開業】ブルーライン（タープラ駅 - シリントン駅）無料開放[1][2]
- 2020年 3月30日 -【開業】ブルーライン（タープラ駅 - シリントン駅）[1][2]

## 駅構造
2面2線。改札口の前でセキュリティ・チェックが行われる。ホームには可動式ホーム柵によるホームドアが設置されている。

### 駅階層
| 3階                                |                                                                                         |                                                                       |
| 相対式ホーム（可動式ホーム柵あり） |                                                                                         |                                                                       |
| 2番線・下り■ブルーライン           | ← タープラ方面                                                                          |                                                                       |
| 1番線・上り■ブルーライン           | バーンスー・スクムウィット・フワランポーン および（大回り）タープラ・ラックソーン方面 → |                                                                       |
| 相対式ホーム（可動式ホーム柵あり） |                                                                                         |                                                                       |
| 2階                                | コンコース                                                                              | 自動券売機、自動改札口                                                |
| 1階                                | 出入口                                                                                  | ジャランサニットウォン通り・バス停 南本線ジャランサニットウォン停車場 |

### 跨線橋

当駅構内の跨線橋
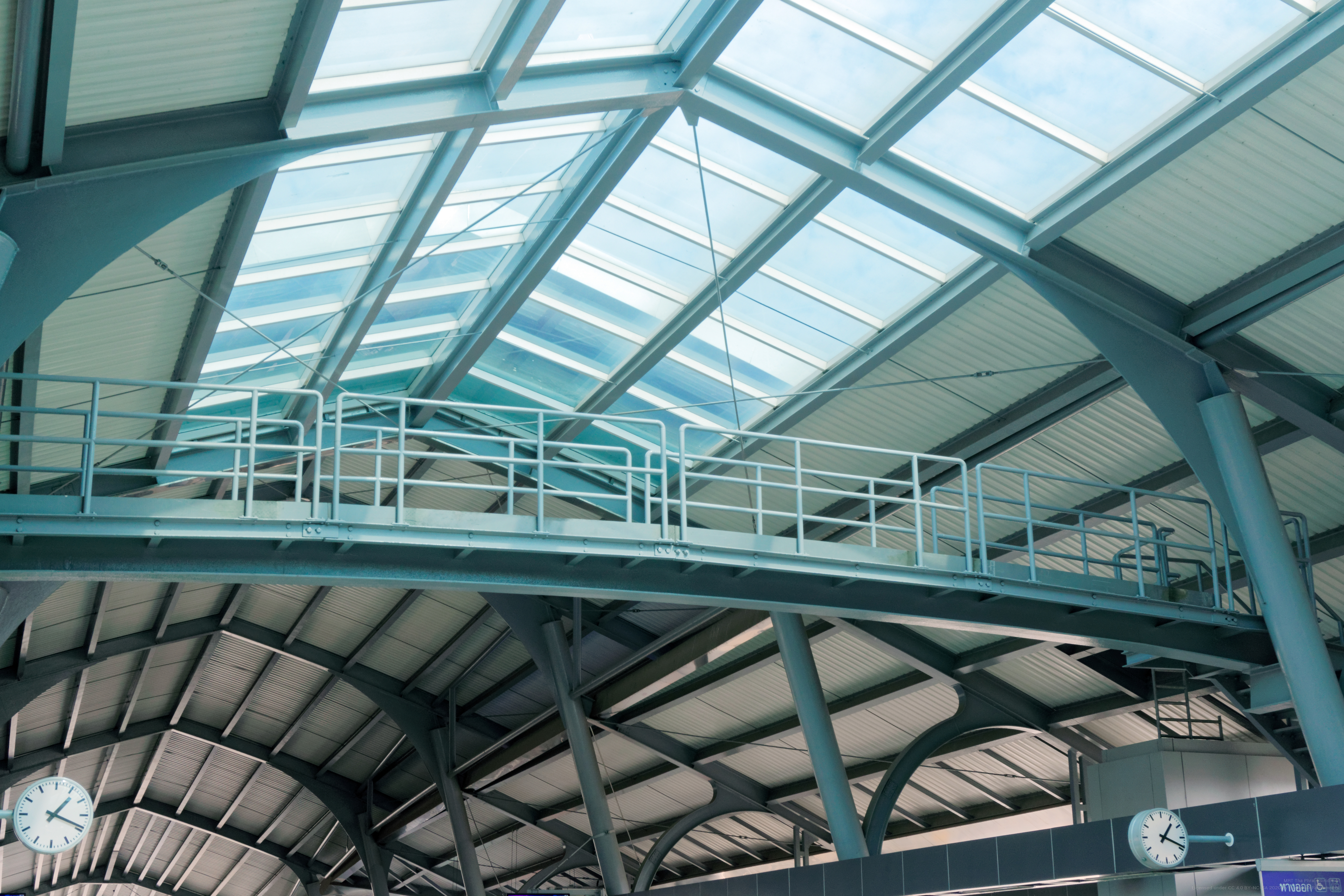
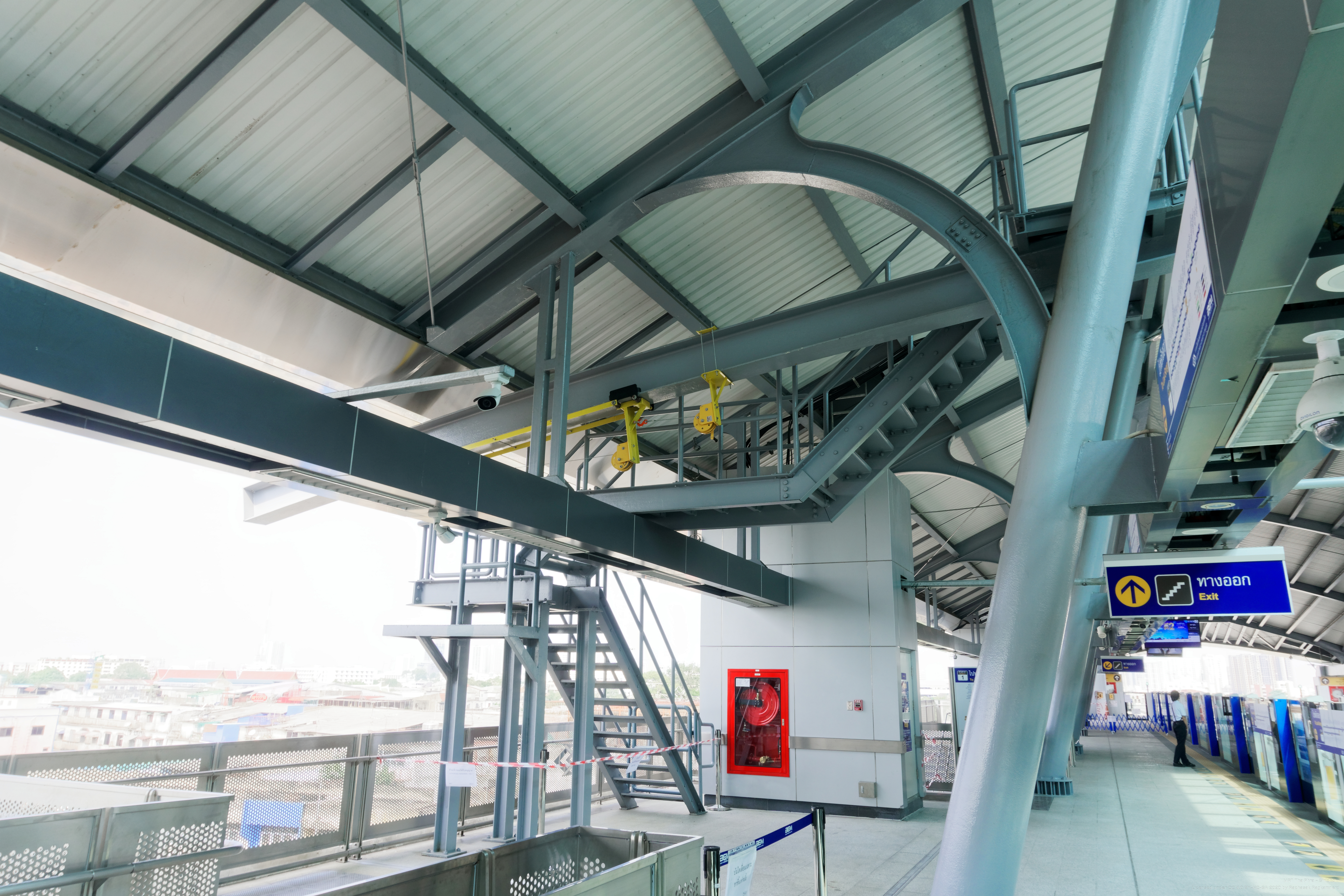

仏教行事であるチャクプラ祭りの時だけ使用される跨線橋が構内のホーム頭上に設置されている（一般人は通行不可）。